# Программное обеспечение для обеспечения конфиденциальности
Программное обеспечение для обеспечения конфиденциальности — это программное обеспечение для обеспечения конфиденциальности, созданное для защиты конфиденциальности своих пользователей. Программное обеспечение обычно работает при использовании Интернета, чтобы контролировать или ограничивать объем информации, предоставляемой третьим лицам. Программное обеспечение может применять шифрование, подмену или фильтрацию различных видов передаваемых данных.

## Виды защиты
Программное обеспечение для обеспечения конфиденциальности может относиться к двум различным типам защиты. Первый тип защищает приватность пользователя в Интернет во Всемирной паутине.Существуют программные продукты, которые маскируют или скрывают сведения о пользователе от внешнего мира, чтобы защитить пользователя от кражи личных данных. Второй тип защиты — сокрытие или удаление интернет-следов пользователя, оставшихся на его 
персональном компьютере после пребывания в Интернете.

### VPN-сервисы
Один из наиболее распространенных способов анонимизации трафика пользователей является использование VPN-сервисов. VPN-сервис позволяет создать шифрованное соединение между пользователем и сервером, защищающее передачу данных и помогающее сохранять конфиденциальность пользователей.

#### Примеры VPN
- IPSec (IP security) — часто используется поверх IPv4.
- PPTP (point-to-point tunneling protocol) — разрабатывался совместными усилиями нескольких компаний, включая Microsoft.
- PPPoE (PPP (Point-to-Point Protocol) over Ethernet)
- L2TP (Layer 2 Tunnelling Protocol) — используется в продуктах компаний Microsoft и Cisco.
- L2TPv3 (Layer 2 Tunnelling Protocol version 3).
- OpenVPN SSL — VPN с открытым исходным кодом, поддерживает режимы PPP, bridge, point-to-point, multi-client server.
- freelan SSL P2P — VPN с открытым исходным кодом.
- Hamachi — программа для создания одноранговой VPN-сети.
- NeoRouter — zeroconf (не нуждающаяся в настройке) программа для обеспечения прямого соединения компьютеров за NAT, есть возможность выбрать свой сервер.

### Проксификаторы
Проксификатор создает локальный прокси-сервер на компьютере пользователя, который перехватывает запросы на выход в интернет всех или указанных в настройках проксификатора программ и отправляет запрос через внешний прокси-сервер. Прокси-сервер позволяет защищать компьютер клиента от некоторых сетевых атак и помогает сохранять анонимность клиента.

### Подмена отпечатка браузера
Существует программное обеспечение, позволяющее изменять отпечатки и параметры браузера с целью невозможности определения пользователя — антидетект-браузеры. Как правило, речь идет о подмене наиболее важных цифровых отпечатках, таких, как Canvas, WebGL, Fonts, User agent, Заголовки HTTP, js.navigator, Плагины, MIME-типы и геопозиции. Качество работ антидетект-браузера зависит не только от факта подмены данных параметров, но и от методик, используемых при этом.

### Белый и черный список
Одним из решений для повышения конфиденциальности программного обеспечения является создание белого списка. При внесении в белый список компания идентифицирует ПО как разрешенное, которое не требует распознавания вредоносных программ. Белый список позволяет запускать приемлемое программное обеспечение и либо запрещает запуск чего-либо еще, либо позволяет новому программному обеспечению работать в изолированной среде до тех пор, пока его действительность не будет проверена. Белый список не позволяет запускать ничего, кроме заранее обозначенных программ, которые внесли в него. Черный список позволяет запускать все, кроме программ, которые в него добавили. Затем в черный список включаются определенные типы программного обеспечения, запуск которых в среде компании запрещен. Например, компания может внести в чёрный список одноранговый обмен файлами в своих системах. Помимо программного обеспечения, устройства и веб-сайты также могут быть включены в белый или черный список.

### Системы обнаружения вторжений
Системы обнаружения вторжений предназначены для обнаружения всех типов вредоносного сетевого трафика и использования компьютера, которые не могут быть обнаружены брандмауэром. Эти системы перехватывают потоки сетевого трафика и проверяют содержимое каждого пакета на наличие вредоносного трафика.

### Шифрование
Шифрование — еще одна форма защиты конфиденциальности. Когда у организаций нет безопасного канала для отправки информации, они используют шифрование, чтобы избежать несанкционированного перехвата данных. Шифрование — это процесс преобразования исходного сообщения в форму, которую не может прочитать никто, кроме получателя.

### Стеганография
Стеганография иногда используется для защиты сообщений от мониторинга и электронной слежки. По сравнению с использованием криптографии, которая переводит сам текст в другой формат, стенография скрывает данные, не преобразовывая их. По данным компании Privacy Canada, с помощью стеганографии сообщения гарантированно могут быть скрыты от рассекречивания. Подобно криптографии, сообщение кодируется для защиты различными способами: текст, изображение, аудио, видео и сетевая стеганография. Это замена криптографии для сокрытия текстов от просмотра.

### General topics
- Агрегирование данных
- Анонимизация трафика
- Анонимные сети
- Цифровой отпечаток устройства
- Цифровой отпечаток с использованием Canvas
- Безопасность браузера
- Анализ браузера